# 香威 (伊利諾伊州)
香威（英語：Shumway）是位於美國伊利諾伊州埃芬漢縣的一個村落。

## 地理
香威的座標為39°11′03″N 88°39′11″W / 39.18417°N 88.65306°W，而該地最高點為海拔高度200米（即656英尺）。

## 人口
根據2010年美國人口普查的數據，香威的面積為0.86平方千米，當中陸地面積為0.86平方千米，而水域面積為0.00平方千米。當地共有人口202人，而人口密度為每平方千米234人。